# Troisième législature du Bas-Canada
Troisième législature 
 (8 janvier 1801 au 13 juin 1804)
2e 4e
Palais épiscopal de Québec
 Québec, Bas-Canada
La troisième législature du Bas-Canada siégea du 8 janvier 1801 jusqu'au 13 juin 1804. Toutes les séances eurent lieu à Québec.

## Élections
Les élections générales ont lieu du 7 juin 1800 au 28 juillet 1800.

## Sessions[2]
- Première (8 janvier 1801 — 8 avril 1801)
- Deuxième (11 janvier 1802 — 5 avril 1802)
- Troisième (8 février 1803 — 18 avril 1803)
- Quatrième (2 août 1803 — 11 août 1803)
- Cinquième (10 février 1804 — 13 juin 1804)

## Représentants de la couronne[2]
- Robert Shore Milnes, lieutenant-gouverneur chargé de la province durant l'absence de Robert Prescott, pour toute la durée de la législature.

## Présidents de l'Assemblée[2]
- Jean-Antoine Panet (8 janvier 1801 — 13 juin 1804)

## Présidents du Conseil[2]
- William Osgoode (8 janvier 1801 — 5 février 1803)
- Thomas Dunn[3] (8 janvier 1801 — 9 janvier 1802)
- James Monk[3] (9 janvier 1802 — 8 mars 1802)
- François Baby[3] (8 mars 1802 — 5 février 1803)
- John Elmsley (5 février 1803 — 13 juin 1804)

## Députés
| District              | Député                                    |
| --------------------- | ----------------------------------------- |
| Bedford               | John Steel                                |
| Buckinghamshire       | John Craigie                              |
| Buckinghamshire       | Louis Gouin                               |
| Cornwallis            | Joseph Boucher                            |
| Cornwallis            | Alexandre Menut                           |
| Devon                 | Jean-Bernard Pelletier                    |
| Devon                 | François Bernier                          |
| Dorchester            | Jean-Thomas Taschereau                    |
| Dorchester            | John Caldwell                             |
| Effingham             | André Nadon                               |
| Effingham             | Charles-Jean-Baptiste Bouc                |
|                       | Angus Shaw (1802)                         |
| Gaspé                 | William Vondenvelden                      |
| Hampshire             | François Huot                             |
| Hampshire             | Joseph-Bernard Planté                     |
| Hertford              | Michel Tellier                            |
| Hertford              | Louis Blais                               |
| Huntingdon            | Joseph-François Perrault                  |
| Huntingdon            | Jean-Baptiste Raymond                     |
| Kent                  | François Viger                            |
| Kent                  | Antoine Ménard, dit Lafontaine            |
| Leinster              | Jean Archambault                          |
| Leinster              | Louis-Marie-Joseph Beaumont               |
| Comté de Montréal     | Joseph Papineau                           |
| Comté de Montréal     | Thomas Walker (en)                        |
| Montréal-Est          | Pierre-Louis Panet                        |
| Montréal-Est          | Francis Badgley                           |
| Montréal-Ouest        | James McGill                              |
| Montréal-Ouest        | Joseph Périnault                          |
| Northumberland        | Pierre-Stanislas Bédard                   |
| Northumberland        | Jean-Marie Poulin                         |
| Orléans               | Jérôme Martineau                          |
| Comté de Québec       | Louis Paquet                              |
| Comté de Québec       | Michel-Amable Berthelot Dartigny          |
| Basse-ville de Québec | Robert Lester                             |
| Basse-ville de Québec | John Young                                |
| Haute-ville de Québec | Jean-Antoine Panet                        |
| Haute-ville de Québec | Augustin-Jérôme Raby                      |
| Richelieu             | Louis-Édouard Hubert                      |
| Richelieu             | Charles Benoit Livernois                  |
| Saint-Maurice         | Thomas Coffin                             |
| Saint-Maurice         | Mathew Bell                               |
| Surrey                | François Lévesque                         |
| Surrey                | Philippe-François de Rastel de Rocheblave |
|                       | Alexis Caron (1802)                       |
| Trois-Rivières        | John Lees                                 |
| Trois-Rivières        | Pierre-Amable de Bonne                    |
| Warwick               | Ross Cuthbert                             |
| Warwick               | James Cuthbert                            |
| William-Henry         | Jonathan Sewell                           |
| York                  | Louis-Charles Foucher                     |
| York                  | Joseph Bédard                             |